# Hyperolius pardalis
Espèce
Synonymes
- Hyperolius steindachneri pardalis Laurent, 1948 "1947"

Statut de conservation UICN

 LC  : Préoccupation mineure
Hyperolius pardalis est une espèce d'amphibiens de la famille des Hyperoliidae.

## Répartition
Cette espèce se rencontre, :
- dans le sud du Cameroun ;
- dans l'extrême Sud-Ouest de la République centrafricaine ;
- dans le nord-ouest de la République du Congo ;
- en Guinée équatoriale ;
- dans le nord du Gabon.

Elle pourrait être présente en République démocratique du Congo.

## Publication originale
- Laurent, 1948 "1947" : Two new forms of the genus Hyperolius. Annals and Magazine of Natural History, sér. 11, vol. 14, p. 294-296.